# 马丁·杰克逊
马丁·杰克逊（英語：Martin Jackson，1978年2月18日—），澳大利亚男子田径运动员，主攻铅球。他曾代表澳大利亚参加2018年英联邦运动会田径比赛，获得男子铅球F38级银牌。